# Margarete Langkammer

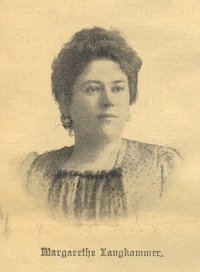
Margarete Langkammer, 1899

Margarete Langkammer, auch Margarethe Langkammer, Pseudonym Richard Nordmann (* 18. August 1866 in Wien als Marianna Margaretha Kolberg; † 5. Oktober 1922 ebenda) war eine deutsche Schauspielerin und Schriftstellerin.

## Leben
Nach ihrer Erziehung in einem Münchner Pensionat heiratete sie 1883 den Schauspieler und Dramatiker Karl Langkammer. Mit ihm unternahm sie ab 1885 eine zweijährige Amerikatournee und trat dabei unter anderem am McVickers-Theater in Chicago als Soubrette in Possen und Operetten auf.
1889/90 spielte sie im Münchner Ensemble und anschließend in Kassel. Nach einem Gastspiel in Leipzig lehnte sie ein Engagement an das Deutsche Volkstheater in Wien ab und betätigte sich künftig ausschließlich literarisch.
Sie schrieb für das Wiener Extrablatt, das Neue Wiener Tageblatt und die Neue Freie Presse. Unter dem Pseudonym Richard Nordmann verfasste sie sozialkritische Theaterstücke, später schrieb sie auch Erzählungen. 1904 erhielt sie für ihren Komtessenroman den Bauernfeld-Preis. Nachdem sie ihre wahre Identität als Verfasserin preisgegeben hatte, wurde ihre alleinige Autorschaft teilweise angezweifelt.

## Werke
- 1893: Gefallene Engel. Ein Stück aus dem Volksleben in drei Aufzügen
- 1895: Die Überzähligen. Ein Stück aus dem Volksleben in 4 Acten
- 1902: Der blaue Bogen. Ein Stück aus dem Volksleben in 4 Akten
- 1902: Ein Komtessenroman
- 1904: Ewig das Weibliche. Novellen
- 1914: Menschen von Gestern. Novellen
- 1921: Der Tanzmeister und andere alte Wiener Geschichten
- Halbe Menschen. Comödie in 3 Akten